# Họ Ba khía
Họ Ba khía (Danh pháp khoa học: Sesarmidae) là một họ cua thuộc phân bộ Grapsidae gồm các loại cua đất. Chúng là nguyên liệu cho món mắm cáy.

## Đặc điểm
Nhiều loài trong họ Ba khía còn được gọi tên thông dụng là cáy như: cáy đỏ, cáy mực, cáy hôi, cáy lông... Tuy nhiên, tên cáy còn được sử dụng làm tên thông dụng của các loài thuộc chi Uca, thuộc họ Còng cáy, tức họ Cáy (Ocypodidae). 
Loài cáy đỏ còng rất dữ, cứ hễ có động là giơ càng để giao chiến, cáy bắt bằng tay thường là loại cáy nâu thân gộp mỏng rất nhiều thịt.
Ba khía thường sống trong hang các bờ ruộng hoặc bờ mương, bờ sông, nắng càng to thì ba khía bò ra khỏi hang tìm thức ăn càng nhiều. Nhưng bắt ba khía cũng không phải dễ, bởi chúng rất nhanh, hễ có động là chạy vào hang. Thịt ba khía ngọt nên người ta có thể nấu canh, làm mắm ăn dè quanh năm. Trứng ba khía có thể rang khô bỏ lọ ăn một tuần. Có nhiều cách đánh bắt ba khía, trong đó hai cách bắt thông thường là đi bắt và đi câu.
Ở Việt Nam, ba khía thường sinh sống ở những vùng nước lợ và đặc biệt nhiều vào thời điểm từ tháng 5 đến tháng 9 dương lịch.

## Các loài
Họ ba khía gồm có các chi sau đây:
- Aratus H. Milne-Edwards, 1853
- Armases Abele, 1992
- Bresedium Serène & Soh, 1970
- Chiromantes Gistel, 1848
- Clistocoeloma H. Milne-Edwards, 1873
- Contusarma Schubart & Ng, 2020
- Cristarma Schubart & Ng, 2020
- Danarma Schubart & Ng, 2020
- Episesarma de Man, 1895
- Fasciarma Shahdadi & Schubart, 2017
- Geosesarma de Man, 1892
- Guinearma Shahdadi & Schubart, 2017
- Haberma Ng & Schubart, 2002
- Karstarma Davie & Ng, 2007
- Labuanium Serène & Soh, 1970
- Leptarma Shahdadi, Fratini & Schubart, 2020
- Manarma Schubart & Ng, 2020
- Metagrapsus H. Milne-Edwards, 1837
- Metasesarma H. Milne-Edwards, 1853
- Metopaulias Rathbun, 1896
- Miersarma Schubart & Ng, 2020
- Migmarma Schubart & Ng, 2020
- Muradium Serène & Soh, 1970
- Namlacium Serène & Soh, 1970
- Nanosesarma Tweedie, 1950
- Neosarmatium Serène & Soh, 1970
- Neosesarma Serène & Soh, 1970
- Orisarma Schubart & Ng, 2020
- Parasesarma de Man, 1895
- Perisesarma de Man, 1895
- Platychirarma Schubart & Ng, 2020
- Pseudosesarma Serène & Soh, 1970
- Sarmatium Dana, 1851
- Scandarma Schubart, Liu & Cuesta, 2003
- Selatium Serène & Soh, 1970
- Sesarma Say, 1817
- Sesarmoides Serène & Soh, 1970
- Sesarmops Serène & Soh, 1970
- Stelgistra Ng & Liu, 1999
- Tiomanum Serène & Soh, 1970
- Trapezarma Schubart & Ng, 2020

## Một số loài
- Chiromantes dehaani – kurobenkeigani (trong tiếng Nhật)
- Chiromantes eulimene
- Chiromantes haematocheir – akategani (trong tiếng Nhật) dodukge (trong tiếng Hàn)
- Episesarma mederi - ba khía
- Parasesarma erythrodactyla
- Parasesarma messa
- Parasesarma pictum – kakubenkeigani (trong tiếng Nhật)
- Tiomanium indicum